# Bitka kod Salamine na Cipru (306. pr. Kr.)
Bitka kod Salamine, pomorska bitka vođena 306. pr. Kr. kod grada Salamine na Cipru, između flota Ptolemeja I. Sotera i Demetrija I. Poliorketa. Završena je velikom pobjedom Demetrija koji je nakon nje zauzeo cijeli Cipar.